# Jakub Wojciechowski
Pour les articles homonymes, voir Wojciechowski.
Jakub Wojciechowski, né le 9 janvier 1990 à Łódź, est un joueur international polonais de basket-ball. Il évolue au poste de pivot.
Il possède également la nationalité italienne.

## Carrière
Issu de la formation du ŁKS Łódź, Jakub Wojciechowski poursuit son cursus en Italie, dans le mythique club du Benetton Trévise, à partir de 2006. En 2009, il remporte le championnat national des juniors. Après deux prêts à Casalpusterlengo et Brescia, il intègre réellement l'effectif professionnel trévisan lors de la saison 2010-2011. Il disputera 20 matchs en Serie A, ainsi que 14 en EuroCoupe, qui verra le Benetton accéder au Final Four (défaite face au CDB Séville en demi-finale).
En février 2012, il signe à Brindisi, en deuxième division. Vont ensuite suivre des passages dans différents clubs italiens, parfois semi-professionnels, avant le retour en première division avec le Pallacanestro Cantù en 2015.
Le 30 juin 2016, il coupe son contrat avec Cantù pour s'engager quelques jours plus tard avec le Guerino Vanoli Basket. À l'été 2017, il rejoint l'Orlandina Basket.
Le 14 mars 2018, après douze ans passés à l'étranger, il s'engage avec l'Anwil Włocławek, club du championnat polonais. Il y remporte son premier titre majeur, en battant en finale du championnat le Stal Ostrów Wielkopolski (victoire quatre manches à deux). En juillet 2018, il fait son retour dans le club italien de Brindisi. Blessé, et après avoir joué 26 matchs, il n'est pas prolongé à l'été 2019.
Le 2 mars 2020, il signe au Legia Varsovie en Polska Liga Koszykówki.
En février 2021, Wojciechowski quitte le Pallacanestro Biella qui évolue en seconde division italienne et rejoint l'Olimpia Milan, club qui évolue en première division italienne. Le contrat court jusqu'à la fin de la saison en cours.

## Palmarès

### En club
- Championnat de Pologne :
  - Champion : 2018.